# Парсонс, Уильям, 3-й граф Росс
Уильям Парсонс, 3-й граф Росс (англ. William Parsons, 3rd Earl of Rosse; 17 июня 1800 — 31 октября 1867) — британско-ирландский астроном и общественный деятель; известен как создатель ряда мощных телескопов-рефлекторов, крупнейший из которых — 72-дюймовый «Левиафан», построенный в 1845 году, оставался крупнейшим телескопом мира до начала XX века. С 1807 по 1841 годы носил титул «барон Оксментаун».

## Биография
Родился в Йорке, в семье Лоуренса Парсонса, будущего ирландского пэра. Получил образование в дублинском Тринити-колледже и Магдален-колледже Оксфордского университета, который окончил в 1822 году с отличием по математике. После смерти отца в 1841 году он унаследовал титул графа и поместье в графстве Оффали (Ирландия).
14 апреля 1836 года женился на Мэри Филд, в браке у них родилось 13 (по другим данным — 11) детей, из которых только четверо дожили до совершеннолетия:
- Лоуренс Парсонс, 4-й граф Росс (1840—1908);
- преподобный Рэндал Парсонс (1848—1936);
- Ричард Клер Парсонс (21 февраля 1851 — 26 января 1923), известный строительством железных дорог в Южной Америке;
- сэр Чарлз Алджернон Парсонс (1854—1931), известный как изобретатель паровой турбины.

Наряду с научной, Уильям Парсонс занимался политической деятельностью: он был членом Палаты общин (1821—1834) и Палаты лордов (1845—1867) Парламента Великобритании, пэром Ирландии (1845—1867), канцлером Тринити-колледжа Дублинского университета (1862—1867), президентом Лондонского королевского общества (1848—1854).

## Научные исследования

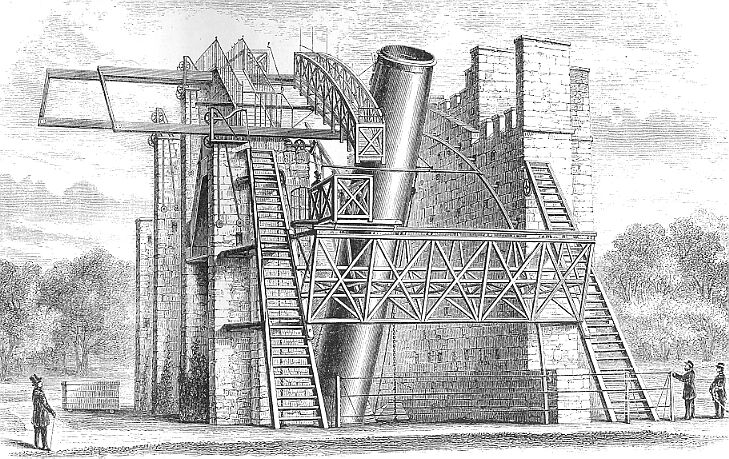
6-ти футовый телескоп Парсонса «Левиафан»

На протяжении всей жизни Уильям Парсонс активно занимался астрономией и телескопостроением, с 1824 года он был членом Королевского астрономического общества. В 1840-х годах он соорудил телескоп с диаметром зеркала 72-дюйма (1.83 метра), который за свой размер получил неофициальное название «Левиафан», установленный в замке Бирр, графство Оффали. Строительство «Левиафана» было начато в 1845 году и продолжалось до 1847 года. «Левиафан» оставался крупнейшим телескопом в мире до начала XX века. Телескоп лорда Росса считался чудом техники, его изображения широко распространялись на территории Британской империи. Используя этот телескоп для наблюдений, Уильям Парсонс провёл каталогизацию большого количества галактик.
В ходе наблюдений Парсонс обнаружил спиральную природу некоторых туманностей, известных сегодня как спиральные галактики. в частности, он первым выявил спиральную структуру галактики М51, позже получившей название «Водоворот», его рисунки напоминают современные фотографии этой галактики.
Проводя наблюдения на 36-дюймовом телескопе, Парсонс дал название Крабовидной туманности.
Одной из главных задач исследований Парсонса было опровержение небулярной гипотезы, согласно которой планеты и звёзды сформировались из газовых туманностей под действием силы гравитации. Парсонс считал, что туманности имеют не газообразную, а звёздную природу, но в силу недостаточной мощности телескопов пока невозможно различить, что они состоят из звёзд. Росс и его единомышленники утверждали, что им удалось найти доказательства того, что туманность Ориона состоит из отдельных звезд, что имело бы значительные последствия для космологии, а также философии. Противником Парсонса в этом вопросе был Джон Гершель, который, опираясь на результаты собственных наблюдений, утверждал, что туманность Ориона является «истинной» (то есть газообразной).
Одним из больших поклонников телескопа Парсонса был ирландский политик Томас Лефрой, который сказал: «Планета Юпитер, которая через обычное стекло кажется не больше хорошей звезды, выглядит вдвое больше, чем луна, видимая невооруженным глазом. <…> Но гений отображается во всех деталях этого монстра — как конструкция, так и управление им. Телескоп весит шестнадцать тонн, и все же лорд Росс управляет им в одиночку, а два человека с лёгкостью поднимут телескоп на любую высоту».
После смерти Уильяма Парсонса его сын, Лоуренс Парсонс, опубликовал результаты наблюдений отца, в том числе открытые им 226 объектов NGC, в книге «Observations of Nebulae and Clusters of Stars Made With the Six-foot and Three-foot Reflectors at Birr Castle From the Year 1848 up to the Year 1878» (Scientific Transactions of the Royal Dublin Society Vol. II, 1878).
У. Парсонс был избран иностранным членом Петербургской АН (1852).

## Телескопы лорда Росса
Лорд Росс построил большое количество телескопов-рефлекторов, наиболее известные из них:
- 15-дюймовый (38 см)
- 24-дюймовый (61 см)
- 36-дюймовый (91 см)
- 72-дюймовый (180 см) («Левиафан»).

## Память
В 1935 г. Международный астрономический союз присвоил имя У. Парсонса кратеру на видимой стороне Луны.